# شون ستيوارت (نجم تلفزيوني)
شون ستيوارت (بالإنجليزية: Sean Stewart)‏ هو موسيقي بريطاني، ولد في 1 سبتمبر 1980 في لوس أنجلوس في الولايات المتحدة.